# Toma Bašić
Toma Bašić (Zagreb, 25 november 1996) is een Kroatisch voetballer die doorgaans speelt als middenvelder. In augustus 2021 verruilde hij Girondins Bordeaux voor Lazio. Bašić maakte in 2020 zijn debuut in het Kroatisch voetbalelftal.

## Clubcarrière
Bašić speelde in de jeugd van NK Dubrava en NK Zagreb, waarna hij in 2014 terechtkwam bij Hajduk Split. Voor hij door wist te breken bij Hajduk werd de middenvelder eerst verhuurd aan NK Rudeš. Na een jaar bij die club keerde Bašić terug naar Hajduk, waar hij vaker in het eerste elftal aan spelen toekwam. In de zomer van 2018 verkaste de Kroatische middenvelder voor circa drieënhalf miljoen euro naar Girondins Bordeaux, waar hij zijn handtekening zette onder een verbintenis voor de duur van vier seizoenen. In zijn eerste twee jaar zat hij nog veelvuldig op de reservebank, maar vanaf het begin van het seizoen 2020/21 had hij een belangrijkere rol bij Bordeaux.
Bašić werd na die jaargang voor circa zeven miljoen euro overgenomen door Lazio. In de Italiaanse hoofdstad tekende hij voor vijf jaar. Na twee seizoenen met minimaal vijfentwintig competitieduels, maar tijdens de eerste helft van de jaargang 2023/24 speelde hij alleen een bekerwedstrijd. Hierop huurde Salernitana hem voor een half jaar.

## Clubstatistieken
| Seizoen | Club               | Competitie | Competitie | Competitie | Beker | Beker | Internationaal | Internationaal | Totaal | Totaal |
| Seizoen | Club               | Competitie | Wed.       | Dlp.       | Wed.  | Dlp.  | Wed.           | Dlp.           | Wed.   | Dlp.   |
| ------- | ------------------ | ---------- | ---------- | ---------- | ----- | ----- | -------------- | -------------- | ------ | ------ |
| 2013/14 | Hajduk Split       | 1. HNL     | 0          | 0          | 0     | 0     | 0              | 0              | 0      | 0      |
| 2014/15 | → NK Rudeš         | 2. HNL     | 25         | 2          | 0     | 0     | —              | —              | 25     | 2      |
| 2015/16 | Hajduk Split       | 1. HNL     | 4          | 1          | 1     | 0     | 0              | 0              | 5      | 1      |
| 2016/17 | Hajduk Split       | 1. HNL     | 28         | 5          | 3     | 1     | 5              | 0              | 36     | 6      |
| 2017/18 | Hajduk Split       | 1. HNL     | 27         | 3          | 3     | 1     | 1              | 0              | 31     | 4      |
| 2018/19 | Hajduk Split       | 1. HNL     | 1          | 0          | 0     | 0     | 2              | 0              | 3      | 0      |
| 2018/19 | Girondins Bordeaux | Ligue 1    | 23         | 2          | 4     | 1     | —              | —              | 27     | 3      |
| 2019/20 | Girondins Bordeaux | Ligue 1    | 15         | 1          | 3     | 1     | —              | —              | 18     | 2      |
| 2020/21 | Girondins Bordeaux | Ligue 1    | 34         | 4          | 0     | 0     | —              | —              | 34     | 4      |
| 2021/22 | Girondins Bordeaux | Ligue 1    | 3          | 0          | 0     | 0     | —              | —              | 3      | 0      |
| 2021/22 | Lazio              | Serie A    | 29         | 0          | 1     | 0     | 7              | 1              | 37     | 1      |
| 2022/23 | Lazio              | Serie A    | 17         | 0          | 1     | 0     | 5              | 0              | 23     | 0      |
| 2023/24 | Lazio              | Serie A    | 0          | 0          | 1     | 0     | —              | —              | 1      | 0      |
| 2023/24 | → Salernitana      | Serie A    | 15         | 0          | 0     | 0     | —              | —              | 15     | 0      |
| Totaal  | Totaal             | Totaal     | 221        | 18         | 17    | 4     | 20             | 1              | 258    | 23     |

Bijgewerkt op 13 september 2024.

## Interlandcarrière
Bašić maakte zijn debuut in het Kroatisch voetbalelftal op 11 november 2020, toen een vriendschappelijke wedstrijd gespeeld werd tegen Turkije. Cenk Tosun, Deniz Türüç en Cengiz Ünder scoorden namens Turkije, maar door doelpunten van Ante Budimir, Mario Pašalić en Josip Brekalo werd het 3–3. Bašić moest van bondscoach Zlatko Dalić op de reservebank beginnen en hij mocht na een uur spelen invallen voor Milan Badelj. De andere Kroatische debutanten dit duel waren Marin Pongračić (VfL Wolfsburg) en Antonio-Mirko Čolak (PAOK Saloniki).
| Interlands van Toma Bašić voor Kroatië | Interlands van Toma Bašić voor Kroatië | Interlands van Toma Bašić voor Kroatië | Interlands van Toma Bašić voor Kroatië | Interlands van Toma Bašić voor Kroatië | Interlands van Toma Bašić voor Kroatië | Interlands van Toma Bašić voor Kroatië |
| №                                      | Datum                                  | Wedstrijd                              | Uitslag                                | Competitie                             | Goals                                  |                                        |
| Als speler bij Girondins Bordeaux      | Als speler bij Girondins Bordeaux      | Als speler bij Girondins Bordeaux      | Als speler bij Girondins Bordeaux      | Als speler bij Girondins Bordeaux      | Als speler bij Girondins Bordeaux      | Als speler bij Girondins Bordeaux      |
| -------------------------------------- | -------------------------------------- | -------------------------------------- | -------------------------------------- | -------------------------------------- | -------------------------------------- | -------------------------------------- |
| 1                                      | 11 november 2020                       | Turkije – Kroatië                      | 3 – 3                                  | Vriendschappelijk                      |                                        |                                        |
| 2                                      | 17 november 2020                       | Kroatië – Portugal                     | 2 – 3                                  | Nations League 2020/21                 |                                        |                                        |

Bijgewerkt op 13 september 2024.